# Hymenoscyphus immutabilis
Hymenoscyphus immutabilis (Fuckel) Dennis – gatunek grzybów z rodziny tocznikowatych (Helotiaceae).

## Systematyka i nazewnictwo
Pozycja w klasyfikacji według Index Fungorum: Hymenoscyphus, Helotiaceae, Helotiales, Leotiomycetidae, Leotiomycetes, Pezizomycotina, Ascomycota, Fungi.
Po raz pierwszy takson ten opisał w 1871 r. Leopold Fuckel nadając mu nazwę Helotium immutabile. Obecną, uznaną przez Index Fungorum nazwę nadał mu w 1964 r. Richard William George Dennis. Synonimy:
- Helotium immutabile Fuckel 1871
- Pachydisca immutabilis (Fuckel) Boud. 1907[2].

## Morfologia
Owocniki
Apotecja siedzące lub krótkotrzonowe, występujące pojedynczo lub skupiskami na opadłych liściach, zwłaszcza na ich nerwach. Miseczka płaska do lekko wypukłej, o średnicy 0,6– 1,5 mm. Powierzchnia wewnętrzna (hymenium) gładka, w stanie świeżym biała, po wyschnięciu nadal biała lub ciemnożółta do jasnobrązowej. Powierzchnia zewnętrzna gładka, biała, trzon taki sam, o długości 0,2–0,6 mm.
Cechy mikroskopowe
Zewnętrzna warstwa owocnika zbudowana z komórek o kształcie od wielokątnego do niemal kulistego, szklistych do bladobrązowych, cienkościennych, o wymiarach 4,0–11,0 × 3,0– 7,0 μm. Trzonek zbudowany ze szklistych, gładkich, luźno splecionych strzępek o szerokości 2,0–5,0 μm. Worki 67,5–77,5 × 5,0–7,0 μm, maczugowate, 8-zarodnikowe, pastorałki słabo widoczne i obserwowane tylko w dojrzałych workach. Wierzchołek worków zaokrąglony, lekko pogrubiony, pory pod działaniem odczynnika Melzera lekko niebieskie nawet po wstępnej obróbce KOH. Askospory 9,0–13 × 3,5–4 μm, w worku jednorzędowe lub nieregularne dwurzędowe, wrzecionowate do elipsoidalnych, bez przegród, bez gutuli. Parafizy o szerokości 2,0–3,0 μm, nitkowate, z przegrodami, szkliste, proste lub rozgałęzione w pobliżu podstawy, czasami lekko rozszerzone na wierzchołku.
Gatunki podobne
Najbliżej spokrewnionym gatunkiem jest Hymenoscyphus epiphyllus, który również występuje na opadłych liściach drzew liściastych. Odróżnia się żółtym kolorem, zarówno w stanie świeżym, jak i w eksykatach. Ponadto zarodniki H. epiphyllus mają inny kształt (są bardziej podłużne) i są większe (15,0–23,0 × 3,0–5,0 μm).

## Występowanie i siedlisko
Podano stanowiska Hymenoscyphus immutabilis w Ameryce Północnej, Europie i Azji. Najwięcej stanowisk podano w Europie. W Polsce M.A. Chmiel w 2006 r. przytoczyła jedno stanowisko, kilka nowych stanowisk podano w latach następnych.
Grzyb saprotroficzny. W Polsce notowany na opadłych liściach topoli osiki.